# Новоромановское Лесничество
Новоромановское Лесничество — упразднённый посёлок в Тарумовском районе Дагестана. Упразднен в 1970-е годы, фактически включен в состав села Новоромановка.

## Географическое положение
Располагался на левом берегу реки Таловка, в голове канала Майский Труд, к востоку от села Новоромановка.

## История
Населённый пункт возник как хозяйственное подразделение Кизлярского механизированного лесхоза. По данным на 1970 год посёлок входил в состав Новогеоргиевского сельсовета.

## Население
По данным переписи 1970 года в посёлке числилось постоянное население 193 человека, наличное — 190 человек.